# Amt Trittau
Das Amt Trittau ist ein Amt im Kreis Stormarn im Bundesland Schleswig-Holstein und ist Mitglied in der Metropolregion Hamburg.

## Amtsangehörige Gemeinden
| Wappen | Gemeinde   | Kurzbeschreibung                                                                                                 |
| ------ | ---------- | --- |
|        | Grande     | Die Gemeinde Grande liegt an der Bille und am Rand des Sachsenwaldes.                                            |
|        | Grönwohld  | Die Gemeinde Grönwohld liegt am nördlichen Rand der Hahnheide.                                                   |
|        | Großensee  | Die Gemeinde Großensee mit seiner Lage direkt am See ist ein beliebtes Ausflugsziel.                             |
|        | Hamfelde   | Die Gemeinde Hamfelde liegt zwischen Hahnheide und Billetal, neben der Schwestergemeinde Hamfelde/Lauenburg.     |
|        | Hohenfelde | Die Gemeinde Hohenfelde ist die kleinste Gemeinde des Amtes Trittau und des Kreises Stormarn.                    |
|        | Köthel     | Die Gemeinde Köthel/Stormarn liegt am Rand der Hahnheide, direkt neben ihrer Schwestergemeinde Köthel/Lauenburg. |
|        | Lütjensee  | Die Gemeinde Lütjensee liegt mitten im Herzen der Stormarner Schweiz am gleichnamigen See.                       |
|        | Rausdorf   | Die kleine Gemeinde Rausdorf liegt an den Grander Tannen und der Corbek.                                         |
|        | Trittau    | Die Gemeinde Trittau ist seit Jahrhunderten Mittelpunkt eines weiten ländlichen Umlandes.                        |
|        | Witzhave   | Witzhave ist ländlich geprägt, besitzt jedoch als einzige Amtsgemeinde einen direkten Autobahnanschluss.         |

## Geschichte
Aus dem Vogteibezirk der 1326 in Trittau erbauten Burg ist das Amt Trittau erwachsen. Von 1544 bis 1773 gehörte es zum Herzogtum Schleswig-Holstein-Gottorf. Insgesamt bildeten 36 Dorfschaften das Amt. Es reichte bis Rümpel, Neritz, Nahe, Stuvenborn und Sievershütten. Seinen Sitz hatte der Amtmann auf dem Trittauer Schloss bzw. der ehemaligen Burg. 1773 wurden die Ämter Reinbek und Trittau unter die Administration eines gemeinsamen Amtmannes gestellt. Der erste gemeinsame Amtmann war Andreas August von Hobe. Weil das Schloss baufällig war, nahm er dann seinen Sitz in Reinbek. Das Schloss Trittau wurde verkauft und später abgerissen.
Nach dem Deutsch-Dänischen Krieg (1864) und dem Deutschen Krieg Preußens gegen Österreich (1866) war der Weg zur preußischen Annexion der Herzogtümer Schleswig und Holstein frei. So wurde auch Trittau 1867 preußisch und war fortan dem neugebildeten Kreis Stormarn zugehörig. 1888 wurden mit der neuen Kreisordnung neue Amtsbezirke gebildet. Der Amtsbezirk Trittau blieb zwar bestehen, verkleinerte sich aber beträchtlich. 1929 gehörten nur noch die Gemeinden Grande, Hamfelde, Hohenfelde, Köthel, Trittau und Rausdorf zum Amt. Witzhave, das 1897 zum Amtsbezirk Ohe ausgegliedert wurde, fiel 1948 wieder an das neu gebildete Amt Trittau zurück.
Die heutige Ausdehnung erreichte das Amt Trittau erst in den 1970er Jahren. 1970/72 kam es zu einer Verwaltungsreform, bei der das Amt Lütjensee aufgelöst wurde und seine Amtsgemeinden Großensee, Grönwohld und Lütjensee dem Amt Trittau zugeschlagen wurden.

## Verwaltung
Die Amtsgemeinden sind selbständig, haben jeweils eine eigene Gemeindevertretung und einen eigenen Haushalt. Alle Amtsgemeinden, mit Ausnahme von Trittau, werden von einer(m) ehrenamtlichen Bürgermeister(in) geführt.
Die Gemeinde-Verwaltung der Gemeinde Trittau übernimmt gemäß Amtsvertrag die Verwaltung der Amtsgemeinden und ist ebenfalls gleichzeitig die Amtsverwaltung des Amtes Trittau.

## Wappen
Blasonierung: „Über blauem Wellenschildfuß, belegt mit einem aus zwölf fünfzackigen goldenen Sternen bestehenden Sternenkranz, in Silber ein schwarzer bewurzelter Baum mit zehn einander teilweise überdeckenden grünen Blättern.“

## Städtepartnerschaften
Das Amt Trittau unterhält folgende Partnerschaften mit europäischen Gemeinden.
| Partnergemeinde                | Land                   | Gründung | Hinweise |
| ------------------------------ | ---------------------- | -------- | --- |
| Gemeindeverband Sèvre et Loire | Frankreich             | 1971     | Partnerschaft bestand bis 1994 mit der Gemeinde Le Loroux-Bottereau, danach bis 2016 mit dem Gemeindeverband Loire-Divatte. |
| Saarijärvi                     | Finnland               | 1982     | |
| Totton and Eling               | Vereinigtes Königreich | 2000     | Partnerschaft besteht über den Deutsch-Englischen Kulturverein.                                                             |
| Wieliszew                      | Polen                  | 2011     | |